# Distrito de Hassan
Hassan (en canarés; ಹಾಸನ ) es un distrito de India, en el estado de Karnataka .
Comprende una superficie de 6 814 km².
El centro administrativo es la ciudad de Hassan.

## Demografía
Según censo 2011 contaba con una población total de 1 776 221 habitantes.